# 陳君用
陈君用，字子材，元朝延平（今福建南平市）人。
年少负气，勇猛过人。红巾军起江淮，由抚州入福建，福建军事长官任命陈君用南平县尹，给钱五万缗，让他招募兵士一千，陈君用散家财补充，帮助官军收复建阳、浦城等县。以功授同知建宁路事。不久，红巾军围福州，陈君用率兵救援，大败敌军，廉访佥事郭兴祖，给陈君用佩明珠虎符，使权同知副都元帅。于是引兵翻越北岭，至连江，阻水结阵。陈君用说：“今天不尽杀贼，我不复生还。”于是率壮士六十人，徒步涉水斩杀。红巾军溃后复合，陈君用大呼转战，中枪而死。朝廷得知，赠怀远大将军、浙东道宣慰司同知、副元帅、轻车都尉、颍川郡侯，谥忠毅。